# Aomori RINGO Radio
『Aomori RINGO Radio』（アオモリ リンゴ レディオ）は、エフエム青森で2022年4月2日から放送されているラジオのトーク番組。

## 概要
『RINGOMUSUMEのOH!ときめきゴールドサイト』の終了に伴い、番組枠を引き継ぐ形でりんご娘の元メンバーであるジョナゴールド単独の番組になった。
初回は生放送で、ディレクターでもある里村好美アナウンサーが進行した。
2022年4月23日の放送ではソロデビューシングル『7号線』を、翌週の30日には『風待ちリップ』を初オンエアした。2022年7月2日の放送では2ndシングル『ハジマリズム』を解禁、2022年7月23日の放送ではりんご娘の『りんごに恋したマメコバチ』を解禁した。以降のリンゴミュージックの新曲においても解禁の場となっている。
頻繁に青森県内での公開録音や就活支援などをおこなっている。2023年3月はジョナゴールドが「3月青森けんけつ推進ガール」を務める関係で青森県赤十字血液センターとコラボしていた。
番組ツイッターハッシュタグは「#リンゴレディオ」。

## 放送時間
- 毎週土曜日 17:30 - 18:00
  - 本来17:00 - 17:55に放送されている『川島明 そもそもの話』は当番組放送の為、FM GUNMAを除くJFN各局より2時間遅れの19:00 - 19:55に放送。隣接するAIR-G‘（北海道）、エフエム岩手（岩手県）、エフエム秋田（秋田県）のいずれかで17時台に聴取可能。

## 番組コーナー
ふつおた・リクエスト
リスナーからのメッセージやリクエストソングを紹介する。
メッセージテーマ
2週ごとにメッセージテーマを設け、それにまつわるメッセージを募集、紹介している。夏や冬には季節にちなんだ音楽のリクエストを募っている。
J SOUL SISTERS
いわゆるゲストコーナー。女性だけでなく男性も迎えている。
リンゴミュージック・ジョナゴールドからのお知らせ
ジョナゴールドの事務所であるリンゴミュージック及びジョナゴールドのリリース情報や最新情報を伝えるコーナー。

## ゲスト
2022年
- 4月9日、4月16日 - りんご娘
- 4月23日、4月30日、5月7日 - 多田慎也[4]
- 5月14日 - 里村好美（エフエム青森）
- 5月21日、5月28日 - 下田翼（クリエイティブディレクター）[9]
- 6月4日、6月11日 - 太陽、実土里（ライスボール）[10][11]
- 7月2日 - ピンクレディ（りんご娘）[6]
- 7月30日、8月6日 - 太陽（ライスボール）[12][13]
- 8月13日、8月20日 - HIROMI （振付師）[14]
- 10月1日、10月8日 - 王林
- 10月15日、10月22日 - 水愛（ライスボール）
- 11月12日、11月19日 - はつ恋ぐりん（りんご娘）[15]
- 12月10日、12月17日 - 下田翼[16]
- 12月24日 - d-iZe[17]

2023年
- 1月7日、1月14日 - ライスボール[18]
- 3月4日、3月11日、3月18日 - 青森県赤十字血液センタースタッフ
- 3月25日、4月1日 - 仮谷せいら
- 4月8日、4月15日 - 金星、スターキングデリシャス（りんご娘）
- 5月20日、5月27日 - 実土里（ライスボール）
- 6月3日、6月10日 - ピンクレディ（りんご娘）

以降も、主にリンゴミュージックのアーティストがゲスト出演している。

## 特別回
2022年
- 2022年6月18日の放送はアップルパレス青森で収録した就職を考える青森県内の高校生と企業で働く方へのインタビューの模様を放送した[19]。2023年2月18日、2月25日の放送では第2回の模様を放送した。
- 2022年9月17日、9月24日は9月4日におこなわれたイオンモールつがる柏店での公開収録[20]の模様を放送した。
- 2022年10月1日はAFB35th エフエム青森35周年 Fan meeting ファンミーティングでの公開収録の模様を放送した[21]。

2023年
- 2023年1月7日、1月14日はイオンモールつがる柏1Fシャコちゃんコートで行われた公開収録の模様を放送した[18]。
- 2023年1月21日は1stアルバム『WEEKEND』の全曲紹介をおこなった。
- 2023年2月4日、2月11日は事務所であるRINGO MUSIC内を探訪した模様を放送した。
- 2023年3月18日は弘前献血ルームCoCoSAでのロケの模様を放送した。
- 2023年3月25日、4月1日の放送は仮谷せいらを迎え、Amazon Music Studio Tokyoで行われた公開収録の模様を放送した[22]。
- 2023年10月1日にAFBファンミーティング2023にてソロデビューした王林を迎えて公開録音をおこなった[23]。（その模様は10月7日に放送した。）